# Elbe Princesse
L’Elbe Princesse est un navire de croisière fluviale à roues à aubes français, construit en 2015 par STX France et Neopolia pour la société CroisiEurope, destiné à effectuer des croisières sur l’Elbe, en Allemagne et en République Tchèque.

## Historique

### Conception
L’Elbe Princesse, destiné à naviguer durant toute l’année sur l’Elbe entre Berlin et Prague, est commandé par son futur armateur CroisiEurope au groupement de PME ligériennes Neopolia en novembre 2014, alors que le premier bateau commandé par cet armateur au même constructeur, le Loire Princesse, n’a pas encore été mis à flot. Comme lui, sa conception est assurée par le cabinet d’architecture navale nantais Stirling Design International. Le fleuve sur lequel il devra évoluer présentant un faible étiage, rendant impossible la navigation aux bateaux traditionnels, le bateau est conçu avec un faible tirant d'eau (90 cm), et est muni d’une propulsion par roues à aubes. Mais, la navigation sur l’Elbe imposant de passer par plusieurs écluses, ces roues sont placées à la poupe, et non sur les côtés, contrairement à la solution choisie sur le Loire Princesse. La largeur du bateau est ainsi contenue à 10,5 m.

### Construction
La coque du navire est réalisée sous forme de blocs séparés par l’entreprise nantaise Mecasoud, et les superstructures et les roues à aubes par Acco. Les deux blocs de coque, pesant chacun 220 tonnes, ont été mis à l’eau séparément le jeudi 8 octobre 2015 à Saint-Nazaire, puis assemblées à flot, avant d’être complétés par les quatre blocs correspondant aux parties supérieures du bateau. Transféré ensuite au sec dans la forme de radoub n°1 pour la poursuite des travaux, la mise à flot à proprement parler a lieu la troisième semaine de novembre.
Le 2 février 2016, le bateau peut entamer des essais de navigation dans le bassin de Penhoët, poursuivis plus tard sur la Loire. Il doit ensuite être embarqué le 8 sur un navire semi-submersible devant l’emmener en Allemagne, mais celui-ci est bloqué à Vigo par une tempête. Finalement, ce n’est que le 14 février, après s’être rendu à Montoir-de-Bretagne, qu’il peut être embarqué sur le Super Servant 4, à destination de Hambourg, en compagnie de la Danièle, une péniche au gabarit Freycinet également construite par Neopolia pour CroisiEurope. 
Après avoir reçu ses aménagements intérieurs en Allemagne, l’Elbe Princesse rejoint, via l’Elbe et la Havel, Berlin, où il est inauguré le 14 avril, par Anke Rehlinger, ministre des affaires économiques de la Sarre, et Jean-Claude Tribolet, ambassadeur de France en Allemagne.

### Exploitation
La première croisière commence le 19 avril, sur le trajet d’exploitation normale. Effectué sur 9 jours entre avril et octobre, ce voyage emmène les passagers de Berlin à Prague sur la Havel, l’Elbe et la Vltava, avec escales à Potsdam, Magdebourg, Wittenberg, Meissen, Dresde et Terezín.
Le 7 février 2017, les roues à aubes d’origine sont retirées et envoyées par camion à Namur pour y être modifiées. La nouvelle version des roues présente des pales articulées, afin de fournir un meilleur rendement et de limiter les vibrations.

## Caractéristiques
Le tirant d'eau de l’Elbe Princesse, normalement de 90 cm, peut être augmenté à 1,30 m par ballastage, afin de lui permettre de passer l’écluse d’Homi, en aval de Prague.